# Sven Philip-Sörensen
Sven Philip-Sörensen, född 30 september 1942, är en svensk finansman och miljardär.
Sven Philip-Sörensen är son till Erik Philip-Sörensen, som grundade Securitas.  Han köpte företaget av fadern 1975 tillsammans med sin äldre bror Jörgen Philip-Sörensen. Det delades 1981 upp mellan bröderna i två delar för den svenska, respektive den utländska verksamheten. Sven Philip-Sörensen tog över 75 procent av ägandet i den svenska delen och sålde denna majoritetsandel 1983 till investmentbolagen Skrinet och Cardo för motsvarande 20 miljoner dollar
Han fick H.M. Konungens medalj 2015.
Sven Philip-Sörensen ägde 1979–86 Häringe slott. Han bor i Kemerton, nära Tewkesbury i Gloucestershire i Storbritannien. Han är gift med Marie-Louise Sörensen.